# Ulica Sezamkowa: Łapać tego ptaka
Ulica Sezamkowa: Łapać tego ptaka (ang. Sesame Street Presents: Follow That Bird, 1985) – amerykańsko-brytyjski film familijny wyprodukowany przez Warner Bros. Pictures.

## Opis fabuły
Jeden z najpopularniejszych bohaterów Ulicy Sezamkowej, Wielki Ptak zostaje odwieziony do swoich kuzynów w stanie Illinois. Jeden z producentów programu stwierdza, że olbrzymie, żółte, opierzone stworzenie czułoby się lepiej w towarzystwie rodziny. Już po kilku dniach Wielki Ptak dochodzi do wniosku, że nigdzie nie będzie mu tak dobrze jak wśród kolegów z ulicy Sezamkowej. Postanawia więc samodzielnie powrócić do Nowego Jorku. Tymczasem mieszkańcy ulicy Sezamkowej organizują wyprawę w poszukiwaniu swojego przyjaciela.

## Obsada
- Caroll Spinney –
  - Wielki Ptak,
  - Oscar
- Dave Thomas – Sam Sleaze
- Joe Flaherty – Sid Sleaze
- Sally Kellerman – Panna Finch
- Jim Henson –
  - Żaba Kermit,
  - Ernie
- Frank Oz –
  - Ciasteczkowy potwór,
  - Bert,
  - Grover
- Alyson Court – Ruthie
- Jerry Nelson –
  - Hrabia von Hrabia,
  - Herry,
  - Biff
- Kevin Clash –
  - różne Muppety,
  - Elmo
- Laraine Newman – Mama Dodo
- Brian Hohfeld – Tata Dodo
- Cathy Silvers – Marie Dodo
- Eddie Deezen – Donnie Dodo
- Bob McGrath – Bob
- Roscoe Orman – Gordon
- Linda Bove – Linda
- Sonia Manzano – Maria
- Emilio Delgado – Luis
- Loretta Long – Susan
- Alaina Reed – Olivia